# Macrocyclops signatus
Espèce
Macrocyclops signatus est une espèce de crustacés d'eaux douces de la sous-classe des copépodes, de la famille des Cyclopidae. Le nom scientifique de l'espèce a été publiée en 1838 par Koch. Macrocyclops signatus est le nom d'espèce accepté d'un point de vue taxonomique (voir les synonymes ci-dessous).

## Synonymes
- Cyclops clausii Poggenpol, 1874
- Cyclops clausii bidens Sovinsky, 1888
- Cyclops coronatus Claus, 1857
- Cyclops gracilicornis Landé, 1891
- Cyclops obesicornis Templeton, 1836 (the male is C. signatus)
- Cyclops quadricornis fuscus (Jurine, 1820)
- Cyclops quadricornis marmorata Saccardo, 1864
- Cyclops quadricornis vulgaris Leach
- Cyclops signatus Koch, 1838
- Cyclops signatus coronatus Herrick, 1895
- Cyclops signatus tenuicornis Herrick, 1895
- Cyclops tenuicornis Claus, 1857 · accepted, alternate representation
- Cyclops tenuicornis distinctus Richard, 1887
- Cyclops tenuicornis signatus Herrick, 1895
- Cyclops tenuicornis tenuicornis Claus, 1857
- Macrocyclops tenuicornis (Claus, 1857)
- Pachycyclops signatus (Koch, 1838) (synonym)